# T-ICU
T-ICU (em Japonês:株式会社T-ICU) é uma equipe de intensivistas de telemedicina que fornece suporte médico a médico remotamente e é a única empresa no Japão que fornece aconselhamento remoto e profissional de unidades de terapia intensiva a hospitais. A sede está localizada em Kobe, Japão.

## "Projeto COVID-19"
Como o T-ICU é a única empresa privada do Japão que presta serviço de UTI 24 horas, a partir de 15 de 2020, o T-ICU passou a atender pacientes com COVID-19, além da linha de serviço usual, um novo sistema que pode fornecer "UTI remota" para pacientes graves com COVID-19 24 horas por dia O "Projeto COVID-19".